# Ibrány
Ibrány – miasto powiatowe (siedziba władz powiatu Ibrány-Nagyhalász) w komitacie Szabolcs-Szatmár-Bereg w północno-wschodnich Węgrzech. Prawa miejskie od 1993.

## Położenie
Ibrány leży w zachodniej części doliny Rétköz, między Cisą i Lónyą. Sąsiaduje z bliźniaczym miasteczkiem Nagyhalász. Przez miasto przebiegają wąskotorowa linia kolejowa (Nyírvidéki Regionális Kisvasút) łącząca Gávavencsello z Dombrád i lokalna droga łącząca Rakamaz z Kisvárda, biegnące wzdłuż lewego brzegu Cisy.

## Historia
Osada została założona w XIII wieku i od tej pory była dużą wsią (do 3 tys. mieszkańców). W II połowie XIX wieku i w I połowie XX wieku nastąpił okres intensywnego rozwoju Ibrány.

## Zabytki
10 km na południowy zachód od miasta leży jeden z największych (13 m wysokości, 20 tys. m³ objętości) i najlepiej zachowanych kurhanów na Węgrzech – ukończony w roku 247 grobowiec gockiego księcia Knivy. W Ibrány znajduje się zbór ewangelicki z XIII wieku, początkowo romański, w roku 1510 przebudowany w stylu gotyckim.

## Rekreacja
Na północ od miasta leży plaża nad Cisą – ośrodek sportów wodnych.

## Miasta partnerskie
- Gradisca d’Isonzo (Włochy)
- Liminka (Finlandia)
- Zádiel (Słowacja)
- Krásnohorská Dlhá Lúka (Słowacja)
- Głogów Małopolski (Polska)